# Verrucella aurantia
Verrucella aurantia is een zachte koraalsoort uit de familie Ellisellidae. De koraalsoort komt uit het geslacht Verrucella. Verrucella aurantia werd in 1869 voor het eerst wetenschappelijk beschreven door Gray. 